# Подольск (Башкортостан)
Подо́льск (баш. Подольск) — село в Хайбуллинском районе Башкортостана, центр Таналыкского сельсовета. Согласно переписи 2020 года население составляло 1067 человек.

## Географическое положение
Расстояние до:
- районного центра (Акъяр): 24 км,
- ближайшей ж/д станции (Сибай): 80 км.

## Население
| 2002 | 2010  |
| ---- | ----- |
| 1123 | ↘1083 |

Национальный состав
Согласно переписи 2002 года, преобладающая национальность — башкиры (90 %).

## Разработка Подольского месторождения
В августе 2019 года в селе было объявлено о начале разработки Подольского медно-цинкового месторождения и строительства подземного рудника. По разведанным данным запасы медных, медно-цинковых и серно-колчеданных руд оцениваются в 88,6 миллион тонн. Официально лицензию на разработку получила компания Башмедь, являющаяся дочерней компанией УГМК. Эксплуатация месторождения может происходить в течение 44 лет.
В декабре 2019 года глава Башкортостана Радий Хабиров заявил, что жители Подольска будут переселены, в связи с разработкой месторождения и строительства рудника. В октябре 2021 года было сообщено, что руководству Башкортостана была представлена концепция застройки нового района села, куда должны будут быть переселены жители Подольска. Хотя ни указа главы республики, ни постановления правительства республики о переселении жителей нет.
В течение 2023 года в Подольске проходили сходы граждан. Активист Буранбай Аскаров был задержан, а последующий сход администрация отказалась согласовывать. Самому Буранбаю Аскарову власти пригрозили административной и уголовной ответственностью, а граждане, которые будут участвовать в сходе, будут также привлечены к административной ответственности.

## Транспорт
Ведется строительство железнодорожной ветки «Сибай-Подольск-Новорудная».